# Миняев, Руслан Михайлович
Руслан Михайлович Миняев — российский учёный в области квантовой химии, доктор химических наук (1985), профессор (1996).

## Биография
Родился 4 января 1943 года в Ростове-на-Дону.
Окончил физический факультет Ростовского государственного университета (1969) и его заочную аспирантуру (1974).
Работает там же: младший научный сотрудник (1969—1976); старший научный сотрудник (1976—1985); ведущий научный сотрудник (1985—1989); главный научный сотрудник (1989—1992); с 1992 г. заведующий лабораторией квантовой химии НИИ физической и органической химии Южного федерального университета.
Область научных интересов: квантовая химия, механизмы реакций, топология поверхностей потенциальной энергии.
Один из открывателей пирамидана (Минкин В. И., Миняев Р. М., Захаров И. И., Авдеев В. И. Пирамидальный тетракоординированный углерод // Журн. орган. химии. 1978. Т. 14. C. 3.).
Доктор химических наук (1985), профессор (1996). Диссертации:
- Теоретическое изучение барьеров внутреннего вращения и псевдовращения в соединениях элементов VI группы : диссертация … кандидата химических наук : 02.00.04. — Ростов-на-Дону, 1974. — 92 с. : ил.
- Орбитальная стабилизация и потенциальные поверхности неклассических структур органических соединений : диссертация … доктора химических наук : 02.00.03, 02.00.04. — Ростов-на-Дону, 1985. — 452 c. : ил.

Соавтор монографий, переведенных на английский язык:
- Nonclassical structures of organic compounds /V.I. Minkin, R.M. Minyaev, and Yu.A. Zhdanov; translated from the Russian by B.V. Rassadin. Moscow : Mir Publishers, 1987. 311 p. : ill. ; 22 cm.
- V. I. Minkin, B. Ya. Simkin, R. M. Minyaev: Quantum Chemistry of Organic Compounds — Mechanisms of Reactions, Springer‐Verlag, Berlin, Heidelberg, New York, London, Paris, Tokyo, Hongkong 1990. ISBN 3‐540‐52530‐0, 270 Seiten.

### Сочинения
- Неклассические структуры органических соединений / В. И. Минкин, Р. М. Миняев; Отв. ред. М. Е. Клецкий. — Ростов н/Д : Изд-во Рост. ун-та, 1985. — 164 с. : ил.; 20 см.
- Квантовая химия органических соединений : Механизмы реакций / В. И. Минкин, Б. Я. Симкин, Р. М. Миняев. — М. : Химия, 1986. — 246 с. : ил.; 22 см.
- Теория строения молекул [Текст] : Электрон. оболочки : [Учеб. пособие для хим. спец. ун-тов и хим.-технол. вузов] / В. И. Минкин, Б.Я, Симкин, Р. М. Миняев. — Москва : Высш. школа, 1979. — 407 с. : ил.; 22 см.
- Теория строения молекул [Текст] : Учебное пособие для студентов вузов / В. И. Минкин, Б. Я. Симкин, Р. М. Миняев. — 2-е изд., перераб. и доп. — Ростов н/Д : Феникс, 1997. — 557, [1] с. : ил.; 21 см; ISBN 5-222-00106-7